# Lilah Fear
Lilah Fear (Greenwich, Estados Unidos, 11 de junio de 1999) es una deportista británica que compite en patinaje artístico, en la modalidad de danza sobre hielo.
Ganó una medalla de bronce en el Campeonato Mundial de Patinaje Artístico sobre Hielo de 2025 y tres medallas en el Campeonato Europeo de Patinaje Artístico sobre Hielo entre los años 2023 y 2025.

## Palmarés internacional
| Campeonato Mundial | Campeonato Mundial      | Campeonato Mundial | Campeonato Mundial |
| Año                | Lugar                   | Medalla            | Categoría          |
| ------------------ | ----------------------- | ------------------ | ------------------ |
| 2025               | Boston (Estados Unidos) | Medalla de bronce  | Danza sobre hielo  |
| Campeonato Europeo |                         |                    |                    |
| Año                | Lugar                   | Medalla            | Categoría          |
| 2023               | Espoo (Finlandia)       | Medalla de plata   | Danza sobre hielo  |
| 2024               | Kaunas (Lituania)       | Medalla de plata   | Danza sobre hielo  |
| 2025               | Tallin (Estonia)        | Medalla de bronce  | Danza sobre hielo  |